# Route nationale 48
La route nationale 48 (RN 48 o N 48) è stata una strada nazionale francese che partiva da Valenciennes e terminava a Vieux-Condé. Venne interamente declassata a D935 negli anni settanta.

## Percorso
Cominciava nel centro di Valenciennes e procedeva in direzione nord-est, parallelamente alla Schelda fino a Condé-sur-l'Escaut, che attraversava per poi continuare fino al confine con il Belgio tra il comune francese di Vieux-Condé e la cittadina belga di Péruwelz. Oltre confine era continuata dalla route nationale 60.